# Eiszeit (Ideal-Lied)
Eiszeit ist ein Lied der deutschen Band Ideal aus dem Jahr 1981.

## Entstehung und Veröffentlichung
Geschrieben und produziert wurde das Lied gemeinsam von den Ideal-Mitgliedern Hans-Joachim Behrendt, Ernst Ulrich Deuker, Annette Humpe und Frank Jürgen Krüger. Bei der Produktion erhielt die Band Unterstützung durch Conny Plank.
Die Erstveröffentlichung von Eiszeit erfolgte im Jahr 1981 bei Eitel Imperial WEA. Es erschien als Teil des zweiten Ideal-Studioalbums Der Ernst des Lebens (Katalognummer: ) sowie im November des Jahres als 7″-Single mit der B-Seite Schwein (Katalognummer: 18 896).

## Inhalt
„Eiszeit.

Mit mir beginnt die Eiszeit.

Im Labyrinth der Eiszeit.

Minus neunzig Grad.“

## Chartplatzierungen
| ChartsChartplatzierungen | Höchstplatzierung | Wochen |
| ------------------------ | ----------------- | ------ |
| Deutschland (GfK)        | 16 (19 Wo.)       | 19     |

| ChartsJahrescharts (1982) | Platzierung |
| ------------------------- | ----------- |
| Deutschland (GfK)         | 64          |

## Coverversionen
- 2004: Oomph! feat. L’Âme Immortelle (Album: Delikatessen)
- 2007: Nena (Album: Cover Me)
- 2009: Laith Al-Deen (Album: Session)
- 2010: Adel Tawil (Album: Zeitgeschichte – Das Beste von und für Annette Humpe)